# José Manuel Balseiro Orol
José Manuel Balseiro Orol (Ferreira, Lugo, 2 de julio de 1962) es un político español, desde abril de 2024 es Senador por Lugo.
Ha sido elegido en seis ocasiones como diputado del Parlamento de Galicia y, por lo tanto, viene ejerciendo esta responsabilidad durante la VII (2005-2009), VIII (2009-2012), IX (2012- 2016), X (2016-2020), XI (2020-2024) y XII (2024) legislaturas autonómicas.
En el año 2016 renunció a su condición de diputado tras ser nombrado Delegado territorial de la Junta de Galicia en la provincia de Lugo y en 2024 renunció al cargo para ocupar escaño en el Senado.

## Trayectoria
Fue director comercial de ALCO S.A. durante 16 años y coordinador del equipo de venta en España y Portugal. Tiene dos hijos.

## Política
Militante activo del Partido Popular desde el año 1994 en Cervo, su municipio de residencia.
Dentro del Grupo Parlamentario Popular, se responsabilizó de la portavocía del Mar y Montes. Fue secretario provincial del PP en la provincia de Lugo hasta 2016, congreso de la sucesión del anterior presidente, José Manuel Barreiro. También fue secretario de la Mesa del Parlamento de Galicia  y coordinador comarcal del Partido Popular en la Mariña Lucense, con el voto directo de los militantes.

## Otros reconocimientos
En el año 2010 se le concedió el premio de «Maruxaino de honor» por la asociación "Amigos da Maruxaina". Un año después, en 2011, recibió el «Premio Comensal de Honra Álvaro Cunqueiro», que concede el colectivo Gastrónomos del Yumay, de Avilés. Luego, en 2014, fue nombrado «Cofrade de Honor» de la Cofradía del Oriciu de Gijón.